# Pranburia mahannopi
Pranburia mahannopi là một loài nhện trong họ Corinnidae. Ch1ung thuộc chi đơn loài Pranburia, được Christa L. Deeleman-Reinhold miêu tả năm 1993, thường xuất hiện ở Thái Lan, campuchia, Lào và Malaysia.